# Rue Jules-Watteeuw

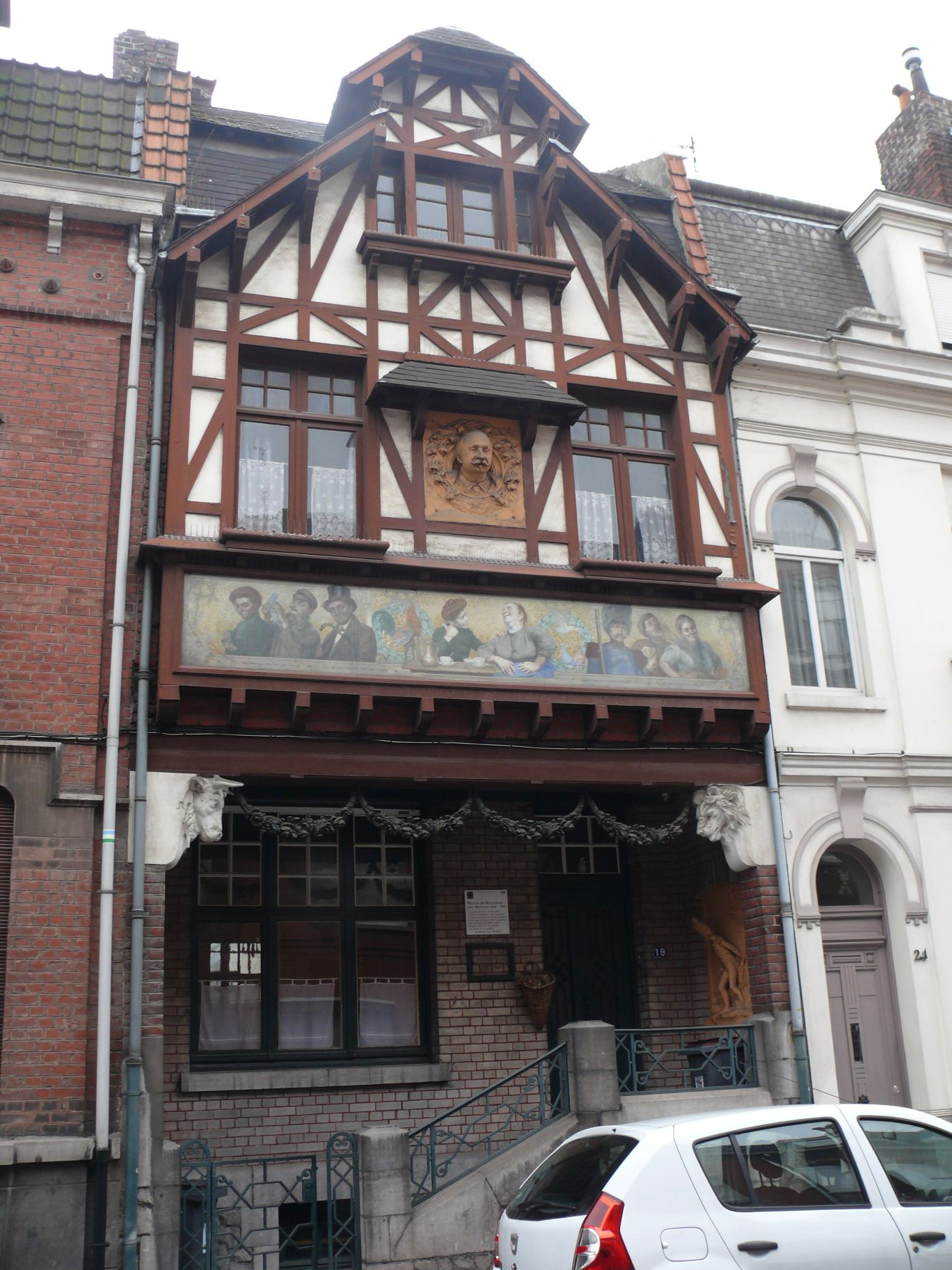
La maison du Broutteux rue Jules Watteuw.

La rue Jules Watteeuw est une voie de la commune française de Tourcoing (dans le Nord, en France).

## Situation et accès
Elle relie la place du Théâtre à la rue des Anges et la rue des Ursulines.

## Origine du nom
Elle doit son nom à Jules Watteeuw (1849-1947) dit « Le Broutteux ». 

## Bâtiments remarquables et lieux de mémoire
On y trouve des maisons semi-bourgeoises, et au no 19 la maison où a habité Jules Watteeuw, qui lui a été offerte par souscription par les Tourquennois. Elle est fermée au public. La fresque en façade a été réalisée par le peintre Rémy Cogghe.

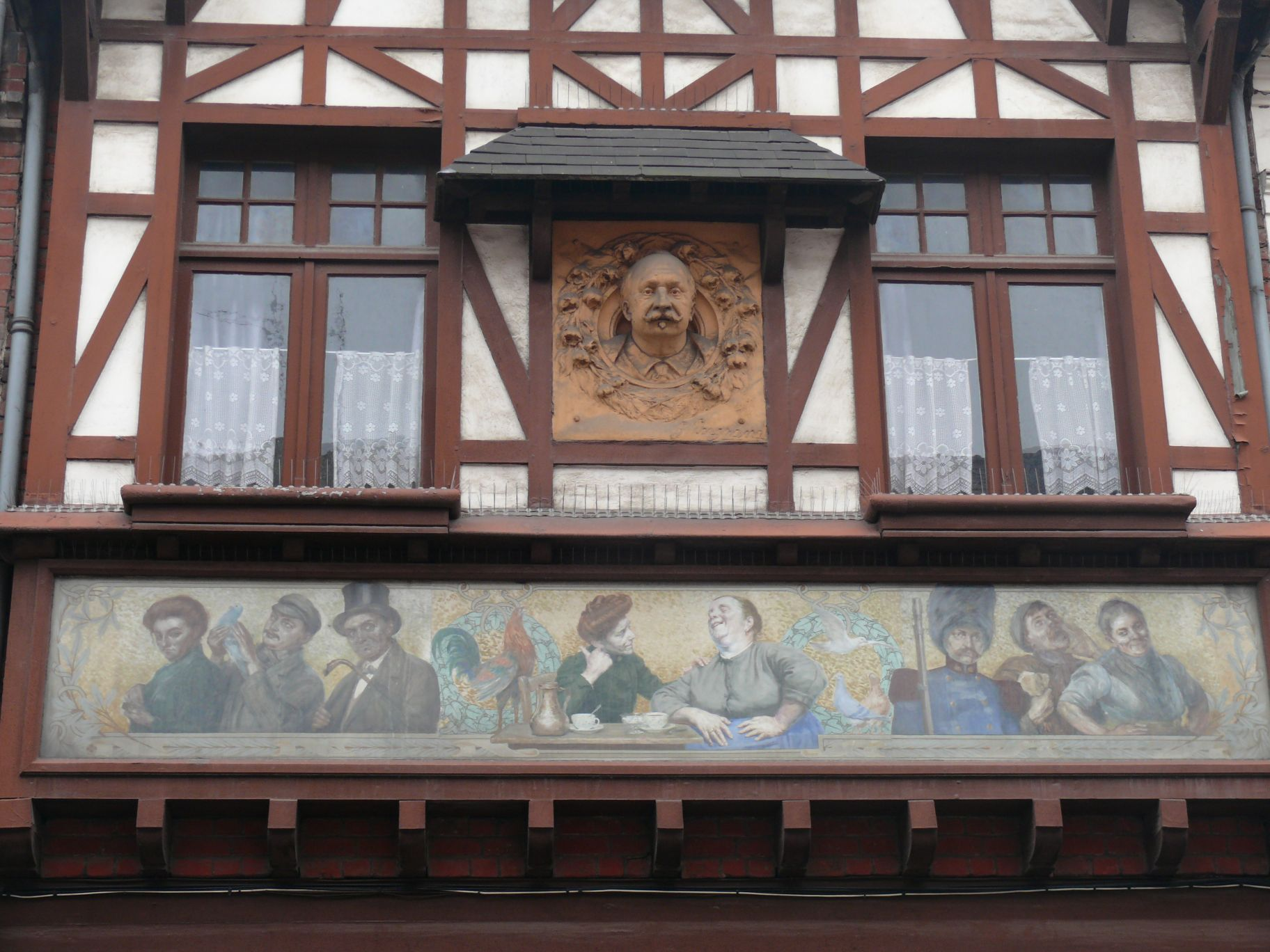
Fresque au 1er étage
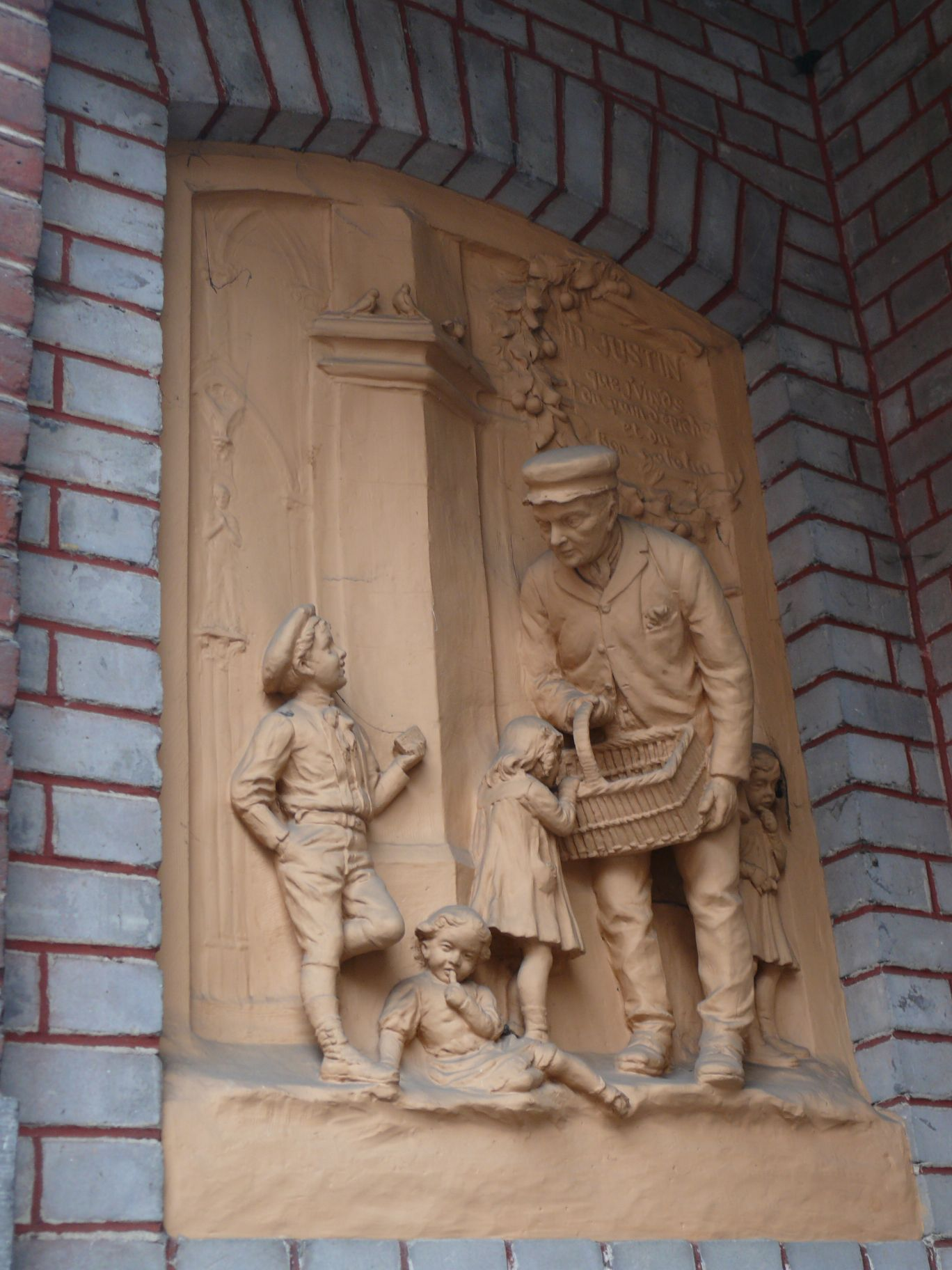
Détail de la façade
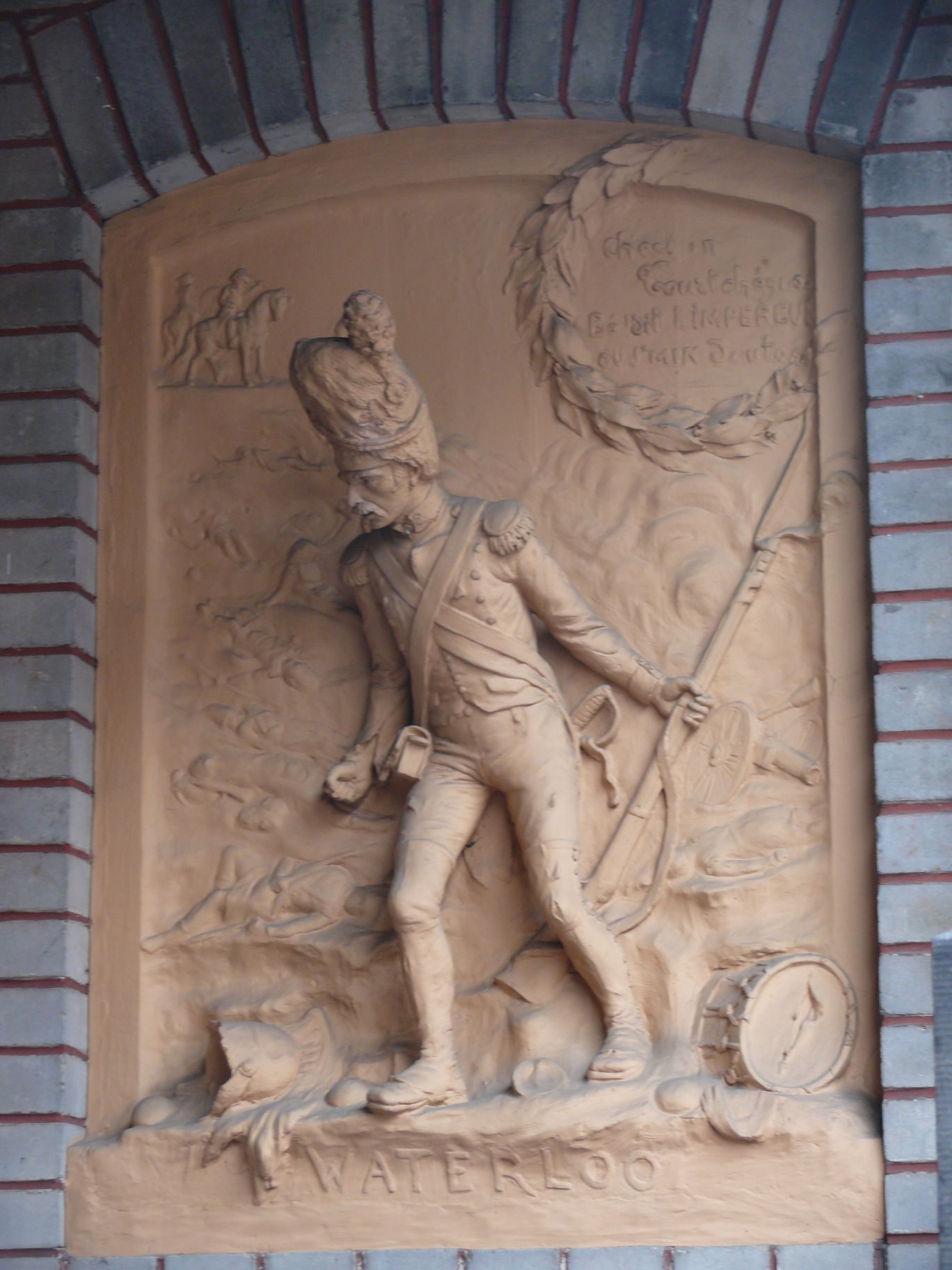